# Serge Dumont
Pour les articles homonymes, voir Dumont.
 (septembre 2015).
Serge Dumont, né le 3 février 1960, est un homme d’affaires français, spécialiste des relations publiques en Chine,. De janvier 2006 à septembre 2018, il était Vice-Chairman du groupe Omnicom, et Chairman Omnicom Asie-Pacifique, il en dirigeait l’unité Greater China.

## Biographie
Citoyen français né en Tunisie, Serge Dumont est diplômé de la Sorbonne et de l'Institut national des langues et civilisations orientales (INALCO) à Paris en sociologie et en chinois. En parallèle, il fait des études à Taiwan à la Taiwan Normal University et à l’Institut Politique de Taipei.
En 1985, Serge Dumont s’installe à Pékin et y fonde Interasia, la première coentreprise de relations publiques en Chine. En 1993, il vend Interasia à Edelman dont il devient le vice-président exécutif, président pour l’Asie et membre du conseil d’administration.
En 2006, Serge Dumont rejoint Omnicom et, depuis 2011, occupe son poste actuel de président Asie-Pacifique et vice-président du groupe. Il quitte le groupe en septembre 2018 pour se consacrer à ses activités philanthropiques et d'investissements.
La même année, Serge Dumont est nommé représentant spécial de l’ONUSIDA, le programme de l'ONU de lutte contre la pandémie de VIH / sida. En 2003, Serge Dumont dirige une équipe d’experts chargés d’accompagner le gouvernement municipal de Pékin lors de la crise du SRAS .
En 2004, avec l’école de journalisme et de communication de l’Université Tsinghua, il crée un fonds de bourses scolaires destiné à former des professionnels de la communication en Chine et il établit un programme de partenariat entre l’Université Fudan et la China European International Business School (CEIBS).
Serge Dumont est membre du Comité consultatif international de l’école de Journalisme et de Communications de l'université de Tsinghua et administrateur au sein des conseils d'administration de Synergos et de la Fondation Chinoise pour le développement de la Jeunesse, CYDF, l’une des principales organisations caritatives Chinoises.
Depuis 2003, Serge Dumont est Conseiller du Commerce Extérieur de la France
En 2003, Serge Dumont coécrit, avec Fiona Gilmore, Brand Warriors China, un livre analysant les entreprises Chinoises désirant internationaliser leur marque  (ISBN 978-1861976994)

## Distinctions et récompenses
- France
  - Légion d'honneur
  - Chevalier de l'ordre des Palmes Académiques
  - Officier de l'ordre des Arts et des Lettres[15]
  - Chevalier du Mérite agricole
- Italie : Grand officier de l’ordre de l'Étoile de la solidarité italienne[16].
- Maroc : Officier de l’ordre du Ouissam alaouite
- Belgique : Officier de l’ordre de la Couronne de Belgique
- Médaille d'or de l'ONUSIDA pour « une contribution exceptionnelle à la riposte au sida » (2008)[17].